# Telamonia festiva
Telamonia festiva là một loài nhện trong họ Salticidae.
Loài này thuộc chi Telamonia. Telamonia festiva được Tord Tamerlan Teodor Thorell miêu tả năm 1887.